# 山口市民球場
山口市民球場（やまぐちしみんきゅうじょう）は、山口県山口市中園町の中央公園内にあった野球場。

## 概要
山口市民球場は1951年（昭和26年）2月に完成。当時は施設面に不備が多かったため大きな大会が開催出来ない状況だった。
1972年（昭和48年）11月に改修工事が実施された。施設は山口市が所有し、山口市教育員会体育課が管理していた。
中園町地区の再開発に伴い、1992年（平成4年）に解体された。

## 施設概要
- グラウンド形式：扇型
- 建築面積：グラウンド 130002、観客席・建物 30002、外郭 50002
- グラウンド広さ：左95m、左中105m、中120m、右中105m、右96m、後20m
- 収容人数：内野席7000人、外野席3000人（改修後）
- 外野フェンスの高さ：1.2m（改修前）、2.2m（改修後）
- 芝生：内野 なし、外野 ヴァイアターフ

## 開催された主な競技会

### プロ野球
- 1955年（昭和30年）7月20日 - 広島8 - 6国鉄（14回戦）公式戦初開催
- 1955年（昭和30年）10月13日 - 阪神2 - 2広島 延長14回引き分け
- 1956年（昭和31年）3月27日 - 阪神3 - 4広島
  - この試合で阪神の小山正明が「先頭打者から7者連続三振」の記録（2020年時点でプロ野球唯一）を達成している[4]。
- 1958年（昭和33年）9月10日 - 大洋0 - 7広島（21回戦）公式戦最終開催
- 1974年（昭和49年）3月28日 - 阪神1 - 0近鉄 オープン戦
- 1975年（昭和50年）3月28日 - 阪神0 - 2太平洋 オープン戦

### 高校野球
- 1958年（昭和33年）第40回全国高校野球選手権記念山口大会 長門地区
- 1975年（昭和50年）会長旗争奪県決勝大会
  - 決勝では山口県立宇部工業高等学校が下関市立下関商業高等学校を破って優勝[5]。
- 1977年（昭和52年）春季県体県決勝大会
  - 山口県立下松工業高等学校の投手（太田）が山口県立久賀高等学校を相手にノーヒットノーランで優勝[6]。